# Beatriz Bracher
Beatriz Bracher (San Paolo, 17 agosto 1961) è una scrittrice brasiliana.

## Biografia
Nata a San Paolo, ha studiato Letteratura brasiliana e portoghese. È stata fondatrice e curatrice della rivista letteraria 34 Letras, dal 1988 al 1991, e della casa editrice Editora 34, dal 1992 al 2000. Vincitrice di molti riconoscimenti, è una delle autrici più importanti della letteratura di lingua portoghese contemporanea.

## Opere
- Azul e Dura (2002);
- Não Falei (2004);
- Antonio (2007), tradotto in italiano come Antonio (Utopia, Milano, 2021);
- Meu Amor (2009);
- Garimpo (2013);
- Anatomia do Paraíso (2015).